# Fissidens dendrophilus
Fissidens dendrophilus là một loài Rêu trong họ Fissidentaceae. Loài này được Brugg.-Nann. & Pursell mô tả khoa học đầu tiên năm 1990.